# 宇治市立小倉小学校
宇治市立小倉小学校（うじしりつ おぐらしょうがっこう）は、京都府宇治市小倉町にある公立小学校。

## 沿革
1872年（明治5年）の学制発布に伴い、翌1873年（明治6年）10月15日、小倉小学校として旧淀藩の陣屋を改造して開校した。1886年（明治19年）には小倉尋常小学校へと改称し、1909年（明治42年）にはこれまで複数の村合同で大久保村に設置されていた高等科を発展的分離して小倉尋常小学校に併設することで小倉尋常高等小学校へ改称した。
1934年（昭和9年）9月には近畿地方で甚大な被害をもたらした室戸台風により、小倉尋常高等小学校の講堂が半壊した。2年後の1936年（昭和11年）に新しい講堂と校舎が竣工した。1941年（昭和16年）には国民学校令により小倉国民学校へ改称し、その年に勃発した太平洋戦争により、戦時色が強くなっていった。
戦後占領したアメリカ軍により学制改革が行われ、1947年（昭和22年）4月、小倉国民学校は6年制の小倉村立小倉小学校へ改称された。1949年（昭和24年）9月には、理科室と講堂を除き焼失したため、翌1950年に校舎が新築された。1951年3月には昭和の大合併により小倉村が合併して宇治市が誕生し、宇治市立小倉小学校へ改称した。その後1961年（昭和36年）9月に発生した第2室戸台風では、校舎が損壊する被害が発生した。
人口急増期の昭和40年代には校舎の増改築が重ねて行われ、小倉小学校から宇治市立西小倉小学校、宇治市立神明小学校、宇治市立伊勢田小学校を分離し、校区も変更して現在に至る。

### 年表
- 1873年10月15日 - 小倉小学校が開校[1]
- 1886年 - 小倉尋常小学校へ改称
- 1909年 - 高等科が設置され、小倉尋常高等小学校へ改称
- 1934年9月 - 室戸台風により講堂が半壊
- 1936年 - 講堂、普通教室を新築
- 1941年4月 - 国民学校令により、小倉国民学校へ改称
- 1947年4月 - 学制改革により、小倉村立小倉小学校へ改称
- 1949年9月 - 講堂・理科室を除き、校舎を焼失
- 1950年 - 校舎・体育館・プールを新築
- 1951年3月 - 宇治市立小倉小学校へ改称
- 1952年12月 - 給食を開始
- 1961年9月 - 第2室戸台風により、校舎損壊
- 1962年10月 - 校歌を制定
- 1966年4月 - 北校舎（3階建て6教室）竣工
- 1968年4月 - 北校舎（3階建て6教室）竣工
- 1969年4月 - 宇治市立西小倉小学校を分離
- 1970年 - 全日本交通安全優良校として中央表彰
- 1972年4月 - 宇治市立神明小学校を分離
- 1973年10月 - 南校舎（9教室）竣工。体育館を改修
- 1974年4月 - 宇治市立伊勢田小学校を分離
- 1979年 - 新校舎竣工
- 1980年4月 - 米飯給食を開始
- 1994年 - 大規模改造工事竣工
- 1995年 - 北校舎でデイサービス開始
- 1999年 - 交流の広場「おぐらんど」設置
- 2005年 - 来客用玄関、障害者用トイレを設置
- 2011年 - 校舎の耐震工事竣工
- 2013年 - 140周年記念式典開催
- 2016年 - 給食用エレベーター取り付け

## 通学区域
- 伊勢田町（北山・大谷の一部）
- 宇治（蔭山・御廟・半白・天神・米阪の一部）
- 小倉町（老ノ木・奥畑・久保・寺内・天王・中畑・西畑・東山の全部及び西山・神楽田・春日森の一部）
- 南陵町（全域）
- 羽拍子町（一部地域）
- 開町（一部地域）

## 主な進学先
小倉小学校卒業後は、原則下記の2校に別れて進学する。
- 宇治市立北宇治中学校（一部地域）
- 宇治市立西宇治中学校（一部地域)

## 周辺施設・道路
- 京都府道69号城陽宇治線

## 交通
- 近鉄京都線 小倉駅・伊勢田駅下車
- JR奈良線 JR小倉駅下車

## 著名な出身者
- 平野佳寿（プロ野球選手、アリゾナ・ダイヤモンドバックス）

## 通学区域が隣接している学校
- 宇治市立北小倉小学校
- 宇治市立南小倉小学校
- 宇治市立伊勢田小学校
- 宇治市立大久保小学校
- 宇治市立神明小学校
- 宇治市立菟道第二小学校
- 宇治市立槇島小学校